# پاراماتما (فیلم)
پاراماتما (به هندی: Paramathma) فیلمی محصول سال ۲۰۱۱ و به کارگردانی یوگاراج بات است. در این فیلم بازیگرانی همچون پونیت راجکومار، دیپا ساننیدهی، آیندریتا ری، آنانت ناگ و اچ.جی. داتاتریا ایفای نقش کرده‌اند.